# My Love Story!
My Love Story! (俺物語!! Ore Monogatari!!?) es una película japonesa escolar de comedia romántica dirigida por Hayato Kawai y basada en la serie de manga del mismo nombre escrita por Kazune Kawahara e ilustrada por Aruko. Fue estrenada el 31 de octubre de 2015.

## Sinopsis
Takeo Goda es un chico gigante con un gran corazón, pero por desgracia, eso espanta a las chicas, que siempre se van a por su mejor amigo, el guapo Sunakawa Makoto. Acostumbrado a ser un segundón con las mujeres, Takeo acepta ya su destino resignado. Un día salva a una chica llamada Yamato de un abusador en el tren, y de repente su vida amorosa da un giro de 180 grados.

## Reparto
- Ryohei Suzuki como Takeo Gōda.
- Mei Nagano como Rinko Yamato.
- Kentaro Sakaguchi como Makoto Sunakawa.
- Yasufumi Terawaki como Yutaka Gōda.
- Sawa Suzuki como Yuriko Gōda.

## Producción
En mayo de 2015, la revista Bessatsu Margaret anunció que habría una película de acción real basada en el manga. El personal, reparto, y la fecha de estreno serían anunciados más adelante. En junio se anunció el elenco, y el tráiler fue lanzado en agosto.

## Recepción
La película ocupó el tercer lugar en su primer fin de semana en Japón, ganando 1,1 millones de dólares.